# Olympische Sommerspiele 2016/Badminton (Herrendoppel)
Der Doppelwettbewerb der Männer im Badminton bei den Olympischen Spielen 2016 in Rio de Janeiro wurde vom 11. bis 19. August 2016 im „Pavilion 4“ des Riocentro ausgetragen. 32 Sportler nahmen daran teil.
Es wurden 4 Doppelpaarungen gesetzt, die auf die vier Gruppen verteilt wurden. In den Gruppen spielte jedes Doppel gegeneinander, der Gruppensieger und der Gruppenzweite qualifizierten sich für die nächste Runde, die im K.-o.-System gespielt wurde, bei der die Sieger die nächste Runde erreichten. Die Verlierer der Halbfinals spielten dann die Bronzemedaille aus.

## Setzliste
| Nr. | Spieler                          | Erreichte Runde |
| --- | -------------------------------- | --------------- |
| 01. | Lee Yong-dae / Yoo Yeon-seong    | Viertelfinale   |
| 02. | Mohammad Ahsan / Hendra Setiawan | Gruppenphase    |
| 03. | Kim Gi-jung / Kim Sa-rang        | Viertelfinale   |
| 04. | Fu Haifeng / Zhang Nan           | Gold            |

## Resultate

### Gruppenphase

#### Gruppe A
| Team                              | Spiele | gew. | verl. | Sätze gew. | Sätze verl. | Punkte  |
| --------------------------------- | ------ | ---- | ----- | ---------- | ----------- | ------- |
| Wladimir Iwanow / Iwan Sosonow    | 3      | 3    | 0     | 6          | 1           | 146:117 |
| Lee Yong-dae / Yoo Yeon-seong (1) | 3      | 2    | 1     | 5          | 3           | 156:143 |
| Lee Sheng-mu / Tsai Chia-hsin     | 3      | 1    | 2     | 3          | 4           | 125:136 |
| Matthew Chau / Sawan Serasinghe   | 3      | 0    | 3     | 0          | 6           | 095:126 |

| Team 1                              | Ergebnis              | Team 2                        |
| 11. August, 08:25 Uhr               | 11. August, 08:25 Uhr | 11. August, 08:25 Uhr         |
| ----------------------------------- | --------------------- | ----------------------------- |
| Lee Yong-dae (1) Yoo Yeon-seong (1) | 21:14 21:16           | Matthew Chau Sawan Serasinghe |
| 11. August, 10:45 Uhr               |                       |                               |
| Wladimir Iwanow Iwan Sosonow        | 21:11 22:20           | Lee Sheng-mu Tsai Chia-hsin   |
| 12. August, 10:40 Uhr               |                       |                               |
| Lee Yong-dae (1) Yoo Yeon-seong (1) | 18:21 :13 21:18       | Lee Sheng-mu Tsai Chia-hsin   |
| 12. August, 17:45 Uhr               |                       |                               |
| Wladimir Iwanow Iwan Sosonow        | 21:16 21:16           | Matthew Chau Sawan Serasinghe |
| 13. August, 08:00 Uhr               |                       |                               |
| Lee Sheng-mu Tsai Chia-hsin         | 21:14 21:19           | Matthew Chau Sawan Serasinghe |
| 13. August, 10:45 Uhr               |                       |                               |
| Lee Yong-dae (1) Yoo Yeon-seong (1) | 17:21 :19 16:21       | Wladimir Iwanow Iwan Sosonow  |

#### Gruppe B
| Team                               | Spiele | gew. | verl. | Sätze gew. | Sätze verl. | Punkte  |
| ---------------------------------- | ------ | ---- | ----- | ---------- | ----------- | ------- |
| Goh V Shem / Tan Wee Kiong         | 3      | 3    | 0     | 6          | 1           | 142:107 |
| Fu Haifeng / Zhang Nan (4)         | 3      | 2    | 1     | 5          | 2           | 138:098 |
| Michael Fuchs / Johannes Schöttler | 3      | 1    | 2     | 2          | 4           | 100:112 |
| Phillip Chew / Sattawat Pongnairat | 3      | 0    | 3     | 0          | 6           | 063:126 |

| Team 1                           | Ergebnis              | Team 2                           |
| 11. August, 15:55 Uhr            | 11. August, 15:55 Uhr | 11. August, 15:55 Uhr            |
| -------------------------------- | --------------------- | -------------------------------- |
| Goh V Shem Tan Wee Kiong         | 21:14 21:17           | Michael Fuchs Johannes Schöttler |
| 11. August, 15:55 Uhr            |                       |                                  |
| Fu Haifeng (4) Zhang Nan (4)     | 21:60 21:70           | Phillip Chew Sattawat Pongnairat |
| 12. August, 08:40 Uhr            |                       |                                  |
| Goh V Shem Tan Wee Kiong         | 21:12 21:10           | Phillip Chew Sattawat Pongnairat |
| 12. August, 17:00 Uhr            |                       |                                  |
| Fu Haifeng (4) Zhang Nan (4)     | 21:11 21:16           | Michael Fuchs Johannes Schöttler |
| 13. August, 09:00 Uhr            |                       |                                  |
| Michael Fuchs Johannes Schöttler | 21:14 21:14           | Phillip Chew Sattawat Pongnairat |
| 13. August, 10:10 Uhr            |                       |                                  |
| Fu Haifeng (4) Zhang Nan (4)     | 21:16 15:21 18:21     | Goh V Shem Tan Wee Kiong         |

#### Gruppe C
| Team                            | Spiele | gew. | verl. | Sätze gew. | Sätze verl. | Punkte  |
| ------------------------------- | ------ | ---- | ----- | ---------- | ----------- | ------- |
| Kim Gi-jung / Kim Sa-rang (3)   | 3      | 2    | 1     | 5          | 2           | 146:125 |
| Marcus Ellis / Chris Langridge  | 3      | 2    | 1     | 5          | 3           | 151:147 |
| Mathias Boe / Carsten Mogensen  | 3      | 2    | 1     | 4          | 3           | 126:122 |
| Adam Cwalina / Przemysław Wacha | 3      | 0    | 3     | 0          | 6           | 097:126 |

| Team 1                          | Ergebnis              | Team 2                        |
| 11. August, 08:00 Uhr           | 11. August, 08:00 Uhr | 11. August, 08:00 Uhr         |
| ------------------------------- | --------------------- | ----------------------------- |
| Kim Gi-jung (3) Kim Sa-rang (3) | 21:14 21:15           | Adam Cwalina Przemysław Wacha |
| 11. August, 17:25 Uhr           |                       |                               |
| Mathias Boe Carsten Mogensen    | 21:90 9:21 :16        | Marcus Ellis Chris Langridge  |
| 12. August, 13:45 Uhr           |                       |                               |
| Kim Gi-jung (3) Kim Sa-rang (3) | 21:17 23:25 18:21     | Marcus Ellis Chris Langridge  |
| 12. August, 17:30 Uhr           |                       |                               |
| Mathias Boe Carsten Mogensen    | 21:17 21:17           | Adam Cwalina Przemysław Wacha |
| 13. August, 15:30 Uhr           |                       |                               |
| Kim Gi-jung (3) Kim Sa-rang (3) | 21:15 21:18           | Mathias Boe Carsten Mogensen  |
| 13. August, 15:30 Uhr           |                       |                               |
| Marcus Ellis Chris Langridge    | 21:18 21:16           | Adam Cwalina Przemysław Wacha |

#### Gruppe D
| Team                                 | Spiele | gew. | verl. | Sätze gew. | Sätze verl. | Punkte  |
| ------------------------------------ | ------ | ---- | ----- | ---------- | ----------- | ------- |
| Hiroyuki Endō / Ken’ichi Hayakawa    | 3      | 2    | 1     | 4          | 4           | 148:156 |
| Chai Biao / Hong Wei                 | 3      | 2    | 1     | 5          | 2           | 144:118 |
| Mohammad Ahsan / Hendra Setiawan (2) | 3      | 1    | 2     | 3          | 4           | 126:131 |
| Manu Attri / B. Sumeeth Reddy        | 3      | 1    | 2     | 2          | 4           | 103:116 |

| Team 1                                 | Ergebnis              | Team 2                          |
| 11. August, 09:00 Uhr                  | 11. August, 09:00 Uhr | 11. August, 09:00 Uhr           |
| -------------------------------------- | --------------------- | ------------------------------- |
| Mohammad Ahsan (2) Hendra Setiawan (2) | 21:18 21:13           | Manu Attri B. Sumeeth Reddy     |
| 11. August, 10:45 Uhr                  |                       |                                 |
| Chai Biao Hong Wei                     | 18:21 :14 21:23       | Hiroyuki Endō Ken’ichi Hayakawa |
| 12. August, 12:10 Uhr                  |                       |                                 |
| Mohammad Ahsan (2) Hendra Setiawan (2) | 17:21 :16 14:21       | Hiroyuki Endō Ken’ichi Hayakawa |
| 12. August, 14:05 Uhr                  |                       |                                 |
| Chai Biao Hong Wei                     | 21:13 21:15           | Manu Attri B. Sumeeth Reddy     |
| 13. August, 09:00 Uhr                  |                       |                                 |
| Mohammad Ahsan (2) Hendra Setiawan (2) | 15:21 17:21           | Chai Biao Hong Wei              |
| 13. August, 19:55 Uhr                  |                       |                                 |
| Hiroyuki Endō Ken’ichi Hayakawa        | 21:23 11:21           | Manu Attri B. Sumeeth Reddy     |

### Finalrunde
|  | Viertelfinale | Viertelfinale                  | Viertelfinale                | Viertelfinale | Viertelfinale |    |                    | Halbfinale           | Halbfinale      | Halbfinale      | Halbfinale      | Halbfinale      |                 |  | Spiel um Gold            | Spiel um Gold          | Spiel um Gold | Spiel um Gold | Spiel um Gold |
|  |               |                                |                              |               |               |    |                    |                      |                 |                 |                 |                 |                 |  |                          |                        |               |               |               |
|  |               | Wladimir Iwanow Iwan Sosonow   | 13                           | 21            | 16            |    |                    |                      |                 |                 |                 |                 |                 |  |                          |                        |               |               |               |
|  |               | Chai Biao Hong Wei             | 21                           | 16            | 21            |    |                    |                      |                 |                 |                 |                 |                 |  |                          |                        |               |               |               |
|  |               | Chai Biao Hong Wei             | 21                           | 16            | 21            |    | Chai Biao Hong Wei | 18                   | 21              | 17              |                 |                 |                 |  |                          |                        |               |               |               |
|  |               |                                |                              |               |               |    | Chai Biao Hong Wei | 18                   | 21              | 17              |                 |                 |                 |  |                          |                        |               |               |               |
|  |               |                                | Goh V Shem Tan Wee Kiong     | 21            | 12            | 21 |                    |                      |                 |                 |                 |                 |                 |  |                          |                        |               |               |               |
|  |               | Goh V Shem Tan Wee Kiong       | Goh V Shem Tan Wee Kiong     | 21            | 12            | 21 | 17                 | 21                   | 21              |                 |                 |                 |                 |  |                          |                        |               |               |               |
|  |               |                                |                              |               |               |    | 17                 | 21                   | 21              |                 |                 |                 |                 |  |                          |                        |               |               |               |
|  | 1             | Lee Yong-dae Yoo Yeon-seong    | 21                           | 18            | 19            |    |                    |                      |                 |                 |                 |                 |                 |  |                          |                        |               |               |               |
|  |               |                                |                              |               |               |    |                    |                      |                 |                 |                 |                 |                 |  | Goh V Shem Tan Wee Kiong | 21                     | 11            | 21            |               |
|  |               | 4                              | Fu Haifeng Zhang Nan         | 16            | 21            | 23 |                    |                      |                 |                 |                 |                 |                 |  |                          |                        |               |               |               |
|  | 4             | Fu Haifeng Zhang Nan           | 11                           | 21            | 24            |    |                    |                      |                 |                 |                 |                 |                 |  |                          |                        |               |               |               |
|  | 3             | Kim Gi-jung Kim Sa-rang        | 21                           | 18            | 22            |    |                    |                      |                 |                 |                 |                 |                 |  |                          |                        |               |               |               |
|  | 3             | Kim Gi-jung Kim Sa-rang        | 21                           | 18            | 22            |    | 4                  | Fu Haifeng Zhang Nan | 21              | 21              |                 |                 |                 |  |                          |                        |               |               |               |
|  |               |                                |                              |               |               |    | 4                  | Fu Haifeng Zhang Nan | 21              | 21              |                 |                 |                 |  |                          |                        |               |               |               |
|  |               |                                | Marcus Ellis Chris Langridge | 14            | 18            |    |                    |                      | Spiel um Bronze | Spiel um Bronze | Spiel um Bronze | Spiel um Bronze | Spiel um Bronze |  |                          |                        |               |               |               |
|  |               | Marcus Ellis Chris Langridge   | Marcus Ellis Chris Langridge | 14            | 18            | 21 | 21                 |                      | Spiel um Bronze | Spiel um Bronze | Spiel um Bronze | Spiel um Bronze | Spiel um Bronze |  |                          |                        |               |               |               |
|  |               |                                |                              |               |               |    |                    |                      |                 |                 |                 |                 |                 |  |                          |                        |               |               |               |
|  |               | Hiroyuki Endo Kenichi Hayakawa | 19                           | 17            |               |    |                    |                      |                 |                 |                 |                 |                 |  |                          | Chai Biao Hong Wei     | 18            | 21            | 10            |
|  |               |                                |                              |               |               |    |                    |                      |                 |                 |                 |                 |                 |  |                          | Marcus Ellis Langridge | 21            | 19            | 21            |